# 강원특별자치도교육청사임당교육원
강원특별자치도교육청사임당교육원(江原特別自治道敎育廳師任堂敎育院, Gangwon State Saimdang Education Institute)은 신사임당의 얼과 덕성을 계승하고자 1977년 설립된 강원특별자치도교육청 산하의 학생 전문교육기관이다. 대한민국 강원특별자치도내 학생을 주 교육대상으로 하며 교직원, 학부모, 지역주민 등에 대한 교육도 실시한다. 교육 목표는 공감적 이해와 창의성을 발휘하는 열린 리더십 함양이며, 분야는 인성교육, 더십 교육, 상담치유 영역이 있다.

## 연혁
| 날짜          | 내 용                                             |
| ------------- | ------------------------------------------------- |
| 2024. 12. 31. | 2,543명 교육(누적 126,496명)                      |
| 2024. 09. 01. | 제 24대 이규형 원장 취임                          |
| 2023. 06. 11. | 강원특별자치도교육청사임당교육원으로 명칭 변경    |
| 2014. 07. 01. | 학교폭력 피해자 전담기관 현장 점검 최우수기관     |
| 2014. 07. 01. | (주관: 교육부)                                    |
| 2013. 12. 20. | 제 3회 'Wee희망대상' 최우수 기관상 수상           |
| 2013. 12. 20. | (주관: 교육부 / 한국교육개발원)                   |
| 2012. 06. 04. | 2012년 교육감 지정 특별교육 이수기관 지정         |
| 2012. 06. 04. | (상담교육과정, 학교폭력 가해학생 보호자 특별교육) |
| 1978. 03. 13. | 제 1기 교육생 입교                                |
| 1977. 11. 24. | 사임당교육원 준공·개원                            |
| 1976. 05. 11. | 사임당교육원 설립인가                             |

## 조직
- 원장실
  - 교학과
  - 총무과